# Minted
Een Minted is de naam van een designercocktail die exclusief geserveerd wordt in het Westin Hotel in Dublin.  De prijs per glas van deze drank is 500 euro en is hiermee de duurste cocktail in Ierland.  
Een minted is een vanille- en chocolade-martini, met vanille-vodka, tweehonderd jaar oude cognac en vlokjes bladgoud van 23 karaat.  Bij de cocktail worden chocoladetruffels geserveerd.
Reuters meldde op woensdag 16 augustus 2006 in het bericht gewijd aan deze cocktail dat in Ierland een gezin van 4 personen een maand lang boodschappen kan doen voor de prijs van 1 cocktail.
De cocktail past in een groeiend assortiment van super-exclusieve dranken. Sommige restaurants zouden zelfs dranken serveren met diamantenringen erin, om aan de vraag naar extreme consumpties tegemoet te komen.